# (257) Silesia
(257) Silesia és un asteroide pertanyent al cinturó d'asteroides descobert el 5 d'abril de 1886 per Johann Palisa des de l'observatori de Viena, Àustria.
Està nomenat així per Silèsia, una regió de l'Europa central.